# بوتكروك
بوتكروك (بالإنجليزية: Potkorook)‏ أرواح شريرة في الأساطير الاسترالية مهمتها خداع صیادي السمك.